# Hadí hlava
Kniha Hadí hlava je sedmým dílem série o čtrnáctiletém nedobrovolném špiónovi jménem Alex Rider, kterou napsal britský spisovatel Anthony Horowitz. V tomto díle Alex pracuje pro australskou tajnou službou ASIS, které pomáhá v boji s asijským gangem Hadí hlava pašujícím uprchlíky. Při té příležitosti se zároveň snaží zjistit informace o své minulosti.

## Děj
Alex Rider po své poslední misi, která ho zavedla na Vesmírnou archu, dopadne do moře nedaleko australského pobřeží a je vyloven letadlovou lodí Kitty Hawk. Odtud se dostane do areálu SAS ve Swanbournu. Několik vojáků ho pozve na piknik na pláži, při kterém se však ocitne uprostřed vojenského cvičení a šlápne na minu. Přijde k němu další neznámý voják a řekne mu, že zkusí sehnat pomoc, ale že mina stejně do patnácti minut vybouchne. Alex nakonec uskočí a nic vážného se mu nestane, protože mina se aktivuje se zpožděním.
Ve stejné době dostane organizace Škorpion zakázku od představitele jednoho ze států G8: Jejím úkolem je zlikvidovat osm lidí pořádajících Setkání na útesu, které má být konkurencí summitu G8. Vedením projektu je pověřen major Winston Jou, který mimo svoji aktivitu ve Škorpionu také řídí gang Hadí hlava. Pro svůj účel ukradnou bombu s názvem Berlínská modř, která je novější verzí BLU-82.
Australská tajná služba ASIS shání informace o gangu Hadí hlava, který působí Austrálii problémy kvůli ilegálním přistěhovalcům. Ethan Brooke z ASIS požádá Alexe o pomoc. Ten nejdřív odmítne, ale pak se dozví, že by pracoval s Ashem, svým kmotrem a přítelem jeho otce, o jehož existenci neměl tušení. Rozhodne se přijmout práci, aby se dozvěděl víc o svých rodičích.
Alex odletí do Bangkoku a setká se s Ashem. Zjistí, že to byl ten muž, kterého potkal u miny ve Swanbournu a pochopí, že celá akce měla pouze prověřit jeho schopnosti. V přestrojení za afghánské uprchlíky, otce a syna, čekají, až je kontaktuje Anan Sukit z Hadí halvy, aby jim dal falešné doklady. Alex je má jít vyzvednout. Je odvezen do budovy patřící společnosti Čcha-ta (sekce Hadí hlavy), kde se zúčastní nelegálního zápasu v thajském boxu. Oproti očekávání organizátorů při něm nezemře, ale porazí svého soupeře. Sukit se ho pokusí zastřelit, ale neuspěje a sám je zastřelen. Budova začne hořet. Alex prchá a při svém útěku strhne hořící stavbu do řeky.
Potom se Alex setká s několika členy MI-6, kteří jsou v Bangkoku kvůli ukradené bombě Berlínská modř a její možné spojitosti s majorem Jou a Škorpionem. Alex se dozví, že to byl Ben Daniels ze zvláštních operací MI-6, kdo zastřelil Anana Sukita. Alex slíbí paní Jonesové, že se pokusí zjistit, jaké má Škorpion úmysly s bombou. Potom mu Smithers poskytne vybavení: zdánlivě nefunkční hodinky, které však vysílají signál, podle kterého ho budou moci v případě nouze najít, tři výbušné mince s dálkovým ovládáním v balíčku žvýkaček a pásek se schovaným nožem a vybavením pro pobyt v džungli.
Ash mezitím znovu kontaktoval Hadí hlavu a tentokrát získal doklady. Odletí s Alexem do Jakarty. Po cestě mu vypráví o rodičích a o nepovedené akci na Maltě, která ho připravila o kariéru v MI-6. V Jakartě jsou rozděleni a Alex je naložen spolu s dalšími uprchlíky do kontejneru na lodi Liberejská hvězda, která je má odvézt do australského Darwinu. Pomocí jedné výbušné mince se dostane ven z kontejneru. Při své cestě chodbami lodi narazí na Berlínksou modř a podaří se mu naskenovat do jejího ovládacího systému své otisky prstů. Po přistání v Darwinu uteče z lodi a spojí se s Ashem. Ten však přijde spoutaný a v doprovodu majora Jou.
Potom je Alex zajat a major Jou mu vysvětlí své plány s Berlínskou modří. Chce ji v okamžiku výhodného postavení měsíce a slunce umístit kilometr pod mořské dno u těžební plošiny Drak 9 a vyvolat tak vlnu tsunami, která smete polovinu Austrálie a také Útesový ostrov s osmi skutečnými cíli útoku, jejichž zmizení si takto nikdo nevšimne.
Potom Alexe pošle do speciální nemocnice v australské džungli, ve které se soustřeďuje další aktivita Hadí hlavy: obchod s lidskými orgány. Alex má být prodán na součástky, ale s příchodem prvního pacienta odtamtud uteče po divoké řece a nechá za sebou hořící nemocnici. Potom prozkoumá hodinky, které mu dal Smithers: měly totiž už několik dní vysílat signál, který by k němu dovedl MI-6. Když je otevře, zjistí, že v nich není baterie. Vzpomene si na vysílačku, která je v jeho botě od příhody ve Swanbourne, vyndá z ní baterii, takže se mu podaří hodinky zprovoznit a přiletí pro něj vrtulník.
Následně Alex společně s Benem Danielsem a členy australské SAS seskočí na plošinu Drak 9, ze které je spouštěna Berlínaká modř. Alex díky předchozímu naskenování svých otisků odpálí pumu dříve, než se ocitne v dostatečné hloubce, takže výbuch nezpůsobí vlnu rozměrů tsunami. Major Jou je však vlnou zabit, neboť trpí vzácnou formou osteoporózy a náraz mu zláme všechny kosti. Během akce na plošině zemře Ash. Chvíli před smrtí se Alexovi přizná, že od neúspěšné akce na Maltě pracuje pro Škorpiona a byl to on, kdo odpálil nálož v letadle, ve kterém cestovali jeho rodiče. Alex není informací překvapen, protože si již dříve spojil Ashe s předchozími neúspěchy celé akce.

## Postavy

### Alex Rider
Alex Rider je hlavní postavou celé série. Je to čtrnáctiletý chlapec, který je po smrti svého strýce, zvláštního agenta MI-6, využíván různými tajnými službami (MI-6, CIA, ASIS), obvykle proti své vůli. V tomto díle zjišťuje informace o gangu Hadí hlava pro australskou tajnou službu ASIS.

### Ash
Ash, vlastním jménem Anthony Sean Howell je bývalým členem MI-6. Při neúspěšné akci na Maltě byl vážně zraněn Jassenem Gregorovičem a následně degradován. Poté se přidal k organizaci Škorpion. Jako důkaz loajality odpálil nálož v letadle, ve které byl John Rider s manželkou, jejichž syn byl jeho kmotřencem. Poté odešel z MI-6 a přidal se k australské tajné službě ASIS. Během práce pro ně se setká se svým kmotřencem Alexem. V průběhu akce ho několikrát vydá do rukou Hadí hlavy, ale Alex vždycky vyvázne a nakonec pochopí, kdo může za neúspěch akce. Ash zemře na vrtné plošině, zastřelen Benem Danielsem.

### Ben Daniels
Ben Daniels byl původně člen SAS a objevil se v knize Stormbreaker pod přezdívkou Lišák. Pracuje pro divizi zvláštních operací MI-6 a je vyslán do Bangkoku, aby se infiltroval do gangu Hadí hlava. Zabije jednoho z vysoce postavených členů Hadí hlavy Anana Sukita.

### Major Winston Jou
Major Winston Jou je jedním ze zakládajících členů organizace Škorpion a zároveň řídí gang Hadí hlava. Jeho matka byla Číňanka a otec Brit. Vzdělání získal ve Velké Británii, což je také země, kterou zbožňuje. V minulosti pracoval pro MI-6. Trpí vzácnou formou osteoporózy, což zapříčiní jeho smrt: Vlna způsobená výbuchem Berlínské modři mu zláme všechny kosti.

## Hadí hlava
Kniha je nazvána podle asijského gangu Hadí hlava, který je řízen majorem Winstonem Jou. Organizace se zabývá ilegálním obchodem v různých odvětvích. Mimo jiné pašuje hračky a jiné zboží, obchoduje se zbraněmi, drogami i lidskými orgány. Také pořádá nelegální zápasy v thajském boxu. Jejich hlavní doménou je pašování uprchlíků. Major Jou využije členy Hadí hlavy pro dopravu Berlínské modři na vrtnou plošinu.